# Élisée Fauvieau
Élisée Fauvieau (né 9 mars 1852 à Wasmes et décédé le 26 novembre 1905 dans le même village) est l'un des principaux fondateurs du Parti ouvrier belge dans le Borinage. Issu d'une famille de mineurs protestants de Wasmes, il est victime d'un accident du travail en 1868 et obtient une pension d'invalidité. Partisan de la ligne modérée du P.O.B. contre Alfred Defuisseaux, il fait dissidence en 1904. Élisée Fauvieau est élu conseiller provincial, plusieurs fois échevin de Wasmes de 1896 jusqu’à sa mort en 1905.